# Петерсон, Аманда
Ама́нда Петерсон (англ. Amanda Peterson; 8 июля 1971, Грили, Колорадо, США — 3 июля 2015, там же) — американская актриса, наиболее известная по роли Синди Манчини в фильме «Любовь нельзя купить».

## Биография

### Ранние годы
Родилась в городе Грили (Колорадо, США) младшим ребёнком в семье Джеймса Петерсона, отоларинголога по профессии и его жены, Сильвии. В семье уже воспитывались двое старших детей, Энн Мари и Джеймс Петерсон-младший.

### Актёрская карьера
Аманда начала карьеру актрисы ещё ребёнком и в самом начале использовала имя «Мэнди Петерсон», которым её называли в кругу семьи. Дебютом для Петерсон стала роль Гретель в мюзикле «Звуки музыки», поставленном в Университете Северного Колорадо, когда ей было всего семь лет.
В 1982 году Аманда появлялась в эпизодах телесериалов «Отец Мерфи» и «Серебряные ложки». В том же году она исполнила эпизодическую роль в фильме «Энни». В 1983—1984 годах она играла роль Скуирт Сойер в сериале телеканала NBC «Бун», а в 1985 году снялась в фильме «Исследователи».
В 1986 году пятнадцатилетнюю Аманду выбрали на главную роль в подростковой комедии «Мальчик снимает девочку», где её патрнёром стал Патрик Демпси. Съемки проходили в городе Тусон, штат Аризона. Позже название фильма заменили на «Любовь нельзя купить», это произошло после того, как продюсеры получили право использовать название песни группы The Beatles. Фильм был выпущен летом 1987 года и получил смешанные отзывы критиков, но это не помешало стать ему настоящим хитом, Петерсон и Демпси — кумирами подростков. После фильма «Любовь нельзя купить» она появилась на обложках молодёжных журналов Tiger Beat и Teen Beat.

### Поздние годы
В 1994 году Петерсон оставила мир шоу-бизнеса и вернулась в родной город Грили, штат Колорадо. По словам её отца, доктора Джеймса Петерсона, Аманда оставила Голливуд, чтобы «начать новую жизнь». После непродолжительного обучения в колледже Миддлбери, она поступила в Университет штата Колорадо, где проучилась год. Позднее она так же обучалась в Университете Северного Колорадо.
В период с октября 2000 года по май 2012 года, Петерсон была арестована пять раз за преступления, связанные с нападением третьей степени, домогательством, вождением в состоянии алкогольного опьянения, наркоторговлей, подозрением в распространении запрещённых веществ. С сентября по декабрь 2005 года Аманда провела три месяца за решеткой. Последние аресты Петерсон были связаны с обвинением в мелком правонарушении и хранении наркотиков в апреле 2012 года, а также с подозрением в жестоком обращении с детьми в мае 2012 года, которое позже было снято. Последние три года своей жизни Петерсон получала пособие по инвалидности и жила одна в квартире в Грили после второго развода.

## Личная жизнь
Первый брак Аманды с Джозефом Робертом Скатвиком окончился разводом 9 апреля 1999 года. В мае 2008 года Петерсон вышла замуж во второй раз за Дэвида Хартли, который стал отцом её двоих детей, и брак с которым так же закончился разводом.

### Смерть
Аманда умерла 3 июля 2015 года у себя дома в Грили, Колорадо, от передозировки морфином, не дожив 5 дней до своего 44-летия. Тело мёртвой Петерсон было найдено лишь два дня спустя.
По словам отца Петерсон, его дочь ранее имела проблемы с наркотиками, но в момент своей смерти она была чиста и стала «довольно религиозной». Он также заявил, что в последние годы Петерсон страдала от апноэ во сне, а также от приступов пневмонии и синусита.
В сентябре 2015 года родители Петерсон сообщили в ток-шоу The Doctors, что её изнасиловали в возрасте 15 лет, и в то время она не раскрывала этого.

## Фильмография
| Год       |    | Русское название        | Оригинальное название                  | Роль             |
| --------- | -- | ----------------------- | -------------------------------------- | ---------------- |
| 1982      | с  | Отец Мерфи              | Father Murphy                          | Элизабет         |
| 1982      | ф  | Энни                    | Annie                                  | танцовщица       |
| 1982      | с  | Серебряные ложки        | Silver Spoons                          | Салли Фрамбел    |
| 1983—1984 | с  | Бун                     | Boone                                  | Скуирт Сойер     |
| 1984      | тф | —                       | Best Kept Secrets                      | Гретчен          |
| 1985      | тф | И поведут нас наши дети | And the Children Shall Lead            | Дженни           |
| 1985      | ф  | Исследователи           | Explorers                              | Лори Свенсон     |
| 1986      | с  | —                       | A Year in the Life                     | Санни Сиск       |
| 1986      | тф | —                       | Carly Mills                            | Триша Миллс      |
| 1987      | ф  | Любовь нельзя купить    | Can’t Buy Me Love                      | Синди Манчини    |
| 1987—1988 | с  | Год жизни               | A Year in the Life                     | Санни Сиск       |
| 1988      | ф  | Земля беззакония        | The Lawless Land                       | Дайана           |
| 1989      | тф | —                       | Love and Betrayal                      | Стефани          |
| 1989      | ф  | Слушай меня             | Listen to Me                           | Донна Лумис      |
| 1990      | с  | Доктор Дуги Хаузер      | Doogie Howser, M.D.                    | Бернадетт Каллен |
| 1990      | в  | Смертельное очарование  | Fatal Charm                            | Валери           |
| 1991      | тф | Милосердный ад          | Hell Hath No Fury                      | Мишель Фергюсон  |
| 1991      | тф | Я снялась для «Плейбоя» | Posing: Inspired by Three Real Stories | Эбигейл Бейвуд   |
| 1993      | с  | —                       | A Year in the Life                     | Элоди Рейберн    |
| 1994      | ф  | Звезда футбола          | Windrunner                             | Джули Мур        |

## Награды и номинации
| Награда       | Год  | Категория                                                                             | Название работы      | Результат |
| ------------- | ---- | ------------------------------------------------------------------------------------- | -------------------- | --------- |
| Молодой актёр | 1984 | Лучшая молодая актриса в новом телесериале                                            | Бун                  | Номинация |
| Молодой актёр | 1985 | Лучшая молодая актриса второго плана в дневном или вечернем драматическом телесериале | Бун                  | Номинация |
| Молодой актёр | 1986 | Лучшая молодая актриса в кинофильме                                                   | Исследователи        | Номинация |
| Молодой актёр | 1988 | Лучшая молодая актриса в комедийном фильме                                            | Любовь нельзя купить | Номинация |
| Молодой актёр | 1988 | Лучшая молодая актриса в драматическом телесериале                                    | Год жизни            | Победа    |